# Остзейский вестник
Остзейский вестник — газета новостей, общеполезных сведений, литературы, торговли, промышленности и юмора, выходившая в Риге.
С развитием политических событий и всё большей актуализацией русского вопроса 3 января 1859 года в Риге на русском языке вышел первый номер газеты с намерением публиковать политическое обозрение и свое видение ситуации в Прибалтийских губерниях — «Остзейский вестник». Издателем и редактором новой газеты стал чиновник канцелярии губернатора Лифляндии Александр Иверсен.
Целью газеты было формирование национального самосознания русских в немецкой Лифляндии. Среди материалов газеты были переводные статьи, публицистика, пропаганда здорового образа жизни, поэзия и прочее. Тем не менее, рижская общественность не была готова воспринимать подобные материалы и своей пассивностью поспособствовала закрытию газеты на 39 номере 4 апреля 1859. Это была вторая по счёту попытка основать русскоязычную газету в Риге, но как и первая, газета оказалась не рентабельной и закрылась.
Подшивка архивных номеров хранится в Российской национальной библиотеке в Санкт-Петербурге.